# Karlsgårdeværket
Das Karlsgårdeværket (deutsch Wasserkraftwerk Karlsgårde) liegt am Karlsgårde-See nordöstlich von Varde, nahe Sig, in Dänemark. Es war einst Dänemarks zweitgrößtes Wasserkraftwerk und produzierte jährlich fünf Gigawattstunden.

## Geschichte
Das Kraftwerk Karlsgårde ist ein wasserbetriebenes Hochspannungskraftwerk, das von 1919 bis 1921 in einem Gemeinschaftsprojekt der Sydvestjysk Andels Elektricitetsforsyning und dem Esbjerg Elektricitetsværk errichtet wurde. Durch den etwa 7 km langen Holme-Kanal wurde das Wasser von der Holme Å zum aufgestauten Karlsgårde-See geleitet, der im Anschluss an das Kraftwerk errichtet wurde. Dadurch entstand ein Gefälle von 10 Metern zu den beiden Turbinen des Kraftwerks, die jeweils 500 PS leisteten und zusammen durchschnittlich 1,2 Millionen Kilowattstunden Strom produzierten.
Während des Zweiten Weltkriegs wurde das Kraftwerk um eine dritte Turbine erweitert, die 1500 PS leisten konnte. Im Zuge der Erweiterung des Wasserkraftwerks wurde 1945 der 10 km lange Ansager-Kanal eröffnet, um das Wasser der Varde Å zur Energieerzeugung zu nutzen. Das Wasser der Varde Å wurde über das Ansager Stemmeværk – ein Wehr in der Varde Å, etwa 300 m flussabwärts vom Zusammenfluss der Flüsse Grindsted Å und Ansager Å in der Nähe von Ansager – und den Ansager-Kanal zum Karlsgårde-See geleitet. Nach dieser Erweiterung war das Kraftwerk Karlsgårde mit einer durchschnittlichen Jahresproduktion von 5 Millionen Kilowattstunden das zweitgrößte Wasserkraftwerk des Landes.
2006 beschloss Sydvest Energi, den Betrieb des Wasserkraftwerks für einen Zeitraum von zehn Jahren einzustellen. In diesem Zusammenhang trat der Eigentümer Sydvest Energi die Rechte zur Stauung und Wasserentnahme aus den Wasserläufen im Varde-Å-System ab und stellte das Wasser für die Renaturierung bereit. Dies geschah im Zusammenhang mit der Renaturierung des Varde Å sowie der Rettung des gefährdeten Varde-Lachses und des Nordseeschnäpels.
2011 wurde das Kraftwerk Karlsgårde abgeschaltet. Im Verteilerturm des Kraftwerks befindet sich eine Ausstellung über die Geschichte des Kraftwerks. Das Kraftwerk kann besichtigt werden.

## Bauwerk
Das 1919–21 erbaute und 1942–43 erweiterte Kraftwerk ist in Stahlbetonskelettbauweise mit ummauerten Schaltanlagen errichtet. Es besteht aus einer Maschinenhalle, einem dreistöckigen Verteiler- und Transformatorturm sowie einem Wehr und einem Generatorenanbau aus dem Jahr 1945.
Neben den Gebäuden besteht die Gesamtanlage aus einem hufeisenförmigen Damm, dem 108 Hektar großen See und den beiden Zuflüssen Holme Å und Ansager-Kanal. Das Wasserkraftwerk und der Staudamm wurden 2002 als kulturhistorisch bedeutendes Industriedenkmal unter Denkmalschutz gestellt.